# Česká školní inspekce
Česká školní inspekce je správní úřad České republiky s celostátní působností na úseku školství, kde vykonává nezávislou inspekční činnost.
Česká školní inspekce je zřízena zákonem č. 561/2004 Sb., o předškolním, základním, středním, vyšším odborném a jiném vzdělávání (školský zákon). Je organizační složkou státu. V jejím čele stojí ústřední školní inspektor. Ústředního školního inspektora jmenuje ministr školství, mládeže a tělovýchovy.
Z organizačního hlediska se Česká školní inspekce člení na ústředí a na inspektoráty.
Je dvojí působnost České školní inspekce:
- evaluační (hodnotící) a
- kontrolní.

Vykonává-li Česká školní inspekce evaluaci, zjišťuje a hodnotí podmínky, průběh a výsledky vzdělávání. Výstupem této evaluace je inspekční zpráva nebo tematická zpráva.
Kontrolní činnost České školní inspekce spočívá ve správním dozoru v oblasti dodržování právních předpisů, které se vztahují k poskytování vzdělávání a školských služeb. Výstupem kontrolní činnosti je protokol.
Zvláštní povahu má inspekční činnost prováděná na základě podnětů, stížností a petic, které svým obsahem spadají do působnosti České školní inspekce, nebo na základě žádosti pro účely přiznání dotací podle zákona č. 306/1999 Sb., o poskytování dotací soukromým školám, předškolním a školským zařízením.
Česká školní inspekce provozuje Testovací aplikaci. Koncem roku 2018 vyšlo najevo, že tato Testovací aplikace umožňovala zjistit informace o žácích druhého stupně komukoliv.